# マーケットマイクロストラクチャー
マーケットマイクロストラクチャー（英: market microstructure）とは、市場においてどのように取引が行われるかの詳細に関する研究を行う金融経済学の分野の一つである。マーケットマイクロストラクチャーの理論は実物市場と金融市場における交換の両方に適用されるが、取引データの利用可能性により、金融市場におけるマーケットマイクロストラクチャーに関する実証が多い。マーケットマイクロストラクチャー研究の主目的は、市場が機能する過程が取引費用、価格、相場、取引量、取引行動に影響する様を研究することである。近年の発展によりインサイダー取引、相場操縦、ブローカーとクライアントの利害衝突などの市場における不正行為の発生に対するマーケットマイクロストラクチャーのインパクトについての研究が拡大している。

## 定義
Maureen O'Haraはマーケットマイクロストラクチャーを次のように定義している。“...明確な取引ルールの下での資産の交換の過程と結果についての研究。多くの経済学が取引メカニズムを抽象化する一方で、マイクロストラクチャーの文献ではどのように特定の取引メカニズムが価格形成過程に影響を与えるかを解析している。”
全米経済研究所はマーケットマイクロストラクチャーの研究グループを持ち、その研究グループ曰く“（我々は）価格発見過程における情報の役割、その定義、測定、制御、流動性と取引費用の決定要素、その効率性への含意、厚生、代替的取引メカニズムの規制、市場構造についての理論的、実証的、そして実験的研究に従事している。”

## マーケットマイクロストラクチャーが考慮する問題
マーケットマイクロストラクチャーは市場の構造とデザイン、価格形成と価格発見、取引費用と時間費用、情報とその開示、マーケットメイカー、投資行動についての問題を取り扱っている。

### 市場の構造とデザイン
市場構造とデザインについては、価格の決定と取引ルールの間の関係に焦点を当てている。例えば、ある市場では、資産は在庫を抱えたディーラーを通して取引されるが（例えば新車市場）、一方で他の市場では仲介業者として振る舞うブローカーが支配的である（例えば不動産市場）。マーケットマイクロストラクチャー研究の重要な問いは市場構造が取引コストにどのように影響するか、そしてある構造が他の構造と比べ効率的か否かである。マーケットマイクロストラクチャーは市場参加者（投資家、ディーラー、認可された投資家など）の振る舞いと関連している。よってマイクロストラクチャーは投資の終了と同じくらい投資の決定に影響を与える重要なファクターなのである。

### 価格形成と価格発見
価格形成と価格発見は資産価格がどのように決定するかの過程に焦点を当てている。例えば、ある市場では価格はオークションを通して決まるが（例えばイーベイ）、他の市場では交渉（例えば新車市場）かもしくは単純な入札（田舎のスーパーマーケット）で決まり、消費者は買うか買わないかを選択できる。

### 取引費用と時間費用
取引費用と時間費用、投資リターンと執行方法における取引費用のインパクトに焦点があてられる。取引費用はオーダーにかかるコスト、逆選択のコスト、在庫保持コスト、そして独占力といった概念を含む。

### 情報とその開示
市場の情報とその透明性、そして市場参加者の行動に対し情報が与えるインパクトについて焦点が当てられている。
1980年代以降、情報の非対称性を考慮したモデルが多数提案される中、アメリカの経済学者アルバート・S・カイル（Albert S. Kyle）は、1985年の論文「Continuous Auctions and Insider Trading」において、情報を有する投資家（インサイダー）が取引を通じてどのように市場価格に影響を与えるかを形式化した「カイル・モデル（Kyle Model）」を提示した。このモデルでは、インサイダー、ノイズトレーダー、マーケットメーカーの三者が市場に参加し、マーケットメーカーは観測される注文フローに基づいて価格を決定する。カイル・モデルは、注文フローと情報の伝達、流動性の関係を明示的に示した点で、後のマイクロストラクチャー理論に大きな影響を与えたとされる。

## 発展的参照文献
- Foucault, Pagano, Roell, Market Liquidity: Theory, Evidence, and Policy, Oxford University Press, 2013, ISBN 978-0-19-993624-3
- Jalil, Abdul and Feridun, Mete (2010) Explaining exchange rate movements: An application of the market microstructure approach on the Pakistani foreign exchange market. The Journal of Developing Areas, 44 (1). pp. 255–265. ISSN 0022-037X (print), 1548-2278 (on-line) (doi:10.1353/jda.0.0083)
- Harris, Lawrence, Trading & Exchanges: Market Microstructure for Practitioners, Oxford Press, Oxford, 2003, ISBN 0-19-514470-8.
- Hasbrouck, Joel, Empirical Market Microstructure, Oxford Press, Oxford, 2007, ISBN 0-19-530164-1.
- Madhavan, Ananth, 2000, "Market Microstructure: A Survey." Journal of Financial Markets 3, 205-258.
- O'Hara, Maureen, Market Microstructure Theory, Blackwell, Oxford, 1995, ISBN 1-55786-443-8.
- Schwartz, Robert A., Francioni, Reto, "Equity Markets in Action: The Fundamentals of Liquidity, Market Structure & Trading", John Wiley & Sons, 2004, ISBN 0-471-46922-X
- Schwartz, Robert A., Francioni, Reto, Weber, Bruce W., "The Equity Trader Course", John Wiley & Sons, 2006, ISBN 978-0-471-74155-8.
- Stoll, Hans R., "Market Microstructure," in Constantinides, Harris and Stulz (eds.), Handbook of the Economics of Finance, Elsevier, Amsterdam, 2003, ISBN 0-444-51363-9.
- Lehalle, Charles-Albert; Laruelle, Sophie, eds (2013). Market Microstructure in Practice. Hackensack, New Jersey: World Scientific. pp. 332. ISBN 978-981-4566-16-2
- Holden, Craig W., Jacobsen, Stacey, Subrahmanyam, Avanidhar, "The Empirical Analysis of Liquidity," 2014, Foundations and Trends 8, No. 4, 1-102
- A Worldwide Examination of Exchange Market Quality: Greater Integrity Increases Market Efficiency (http://papers.ssrn.com/sol3/papers.cfm?abstract_id=1890928)
- Ranking World Equity Markets on the Basis of Market Efficiency and Integrity (http://papers.ssrn.com/sol3/papers.cfm?abstract_id=490462)
- High Frequency Trading and End of Day manipulation (https://www.gov.uk/government/uploads/system/uploads/attachment_data/file/289028/12-1055-dr22-high-frequency-trading-and-end-of-day-manipulation.pdf)
- High frequency trading–assessing the impact on market efficiency and integrity (https://www.gov.uk/government/uploads/system/uploads/attachment_data/file/289040/12-1061-dr28-high-frequency-trading-impact-on-market-efficiency.pdf)